# Diocèse de Mina
Pour les articles homonymes, voir Mina.
Le diocèse de Mina (en latin : Dioecesis Minensis) est un diocèse catholique romain de Maurétanie césarienne. Il est le siège titulaire de l'Église catholique,.

## Histoire
Mina était une cité de la province romaine de Maurétanie Césarienne. Elle a été provisoirement identifiée à des ruines près de Relizane, dans l'Algérie moderne. Si Mina prospéra à la fin de l'Antiquité, son essor ne dura pas longtemps après la conquête musulmane du Maghreb.

## Évêques connus
- Cécilus participa au synode réuni à Carthage en 484 par le roi Hunéric le Vandale, après lequel l'évêque fut exilé.
- Secondinus intervint au concile carthaginois de 525.